# Wendel (piłkarz)
Wendel, właśc. Wendel Geraldo Maurício e Silva (ur. 28 kwietnia 1982 w Marianie) – brazylijski piłkarz grający na pozycji lewoskrzydłowego.

## Życiorys
Wendel pochodzi ze stanu Minas Gerais. Karierę piłkarską rozpoczął w stolicy stanu, Belo Horizonte, w tamtejszym klubie Cruzeiro EC. W 2000 roku zadebiutował w jego barwach w lidze brazylijskiej. Przez pierwsze dwa lata był rezerwowym w Cruzeiro i rozegrał tylko 4 spotkania ligowe, ale już w 2002 roku wystąpił w 15. Wtedy też zdobył mistrzostwo stanowe, a także Copa Sul-Minas. Z kolei w 2003 roku sięgnął z Cruzeiro po Copa do Brasil, a także pierwsze w historii klubu mistrzostwo Brazylii. W 2003 i 2004 roku znów był mistrzem stanu Minas Gerais.
Jesienią 2004 roku Wendel został wypożyczony z Cruzeiro do portugalskiego Nacionalu Funchal. Zdobył 3 gole w lidze portugalskiej, ale jeszcze w 2005 roku wrócił do Brazylii. Ponownie został wypożyczony, tym razem do Santosu FC. W 2006 roku wywalczył z nim mistrzostwo stanu São Paulo.
W sierpniu 2006 roku Wendel ponownie trafił do Europy. Został zawodnikiem francuskiego Girondins Bordeaux, w barwach którego zadebiutował 9 września w spotkaniu z OGC Nice, wygranym przez „Żyrondystów” 3:2. W 45. minucie zdobył gola na 3:1 dla Bordeaux. W całym sezonie zdobył 5 goli i stworzył linię pomocy m.in. z rodakiem Fernando Menegazzo. Z Girondins zajął 6. miejsce w lidze, a w sezonie 2007/2008 wywalczył wicemistrzostwo kraju. Z 11 golami był obok Francuza Davida Belliona i Argentyńczyka Fernanda Cavenaghiego trzecim najlepszym strzelcem klubu. W sezonie 2008/2009 razem z zespołem Wendel zdobył mistrzostwo Francji.
| Sezon   | Klub               | Kraj       | Rozgrywki             | Mecze | Bramki |
| ------- | ------------------ | ---------- | --------------------- | ----- | ------ |
| 2000    | Cruzeiro EC        | Brazylia   | Campeonato Brasileiro | 3     | 0      |
| 2001    | Cruzeiro EC        | Brazylia   | Campeonato Brasileiro | 1     | 0      |
| 2002    | Cruzeiro EC        | Brazylia   | Campeonato Brasileiro | 15    | 0      |
| 2003    | Cruzeiro EC        | Brazylia   | Campeonato Brasileiro | 32    | 2      |
| 2004    | Cruzeiro EC        | Brazylia   | Campeonato Brasileiro | 37    | 2      |
| 2004/05 | Nacional Funchal   | Portugalia | Superliga             | 15    | 3      |
| 2005    | Santos FC          | Brazylia   | Campeonato Brasileiro | 27    | 1      |
| 2006    | Santos FC          | Brazylia   | Campeonato Brasileiro | 18    | 2      |
| 2006/07 | Girondins Bordeaux | Francja    | Ligue 1               | 29    | 5      |
| 2007/08 | Girondins Bordeaux | Francja    | Ligue 1               | 36    | 12     |